# Cryptoblepharus fuhni
Cryptoblepharus fuhni (змієокий сцинк Фуна) — вид сцинкоподібних ящірок родини сцинкових (Scincidae). Ендемік Австралії. Вид названий на честь румунського герпетолога Іона Едуарда Фуна.

## Поширення і екологія
Змієокі сцинки Фуна є ендеміками гірського масиву на мисі Мелвілл, розташованого на північному заході Квінсленду. Вони живуть серед чорних гранітних скель.